# 来迎寺 (松原市)
来迎寺（らいこうじ/らいごうじ）は、大阪府松原市丹南3丁目にある融通念仏宗の寺院。詳名を諸仏山護念院と称し、中本山格六別寺の一寺である。河内地域の丹北・丹南・八上の三郡と摂津地域の欠郡にある36寺の中本山格にあたる。また、融通念仏宗は松原市では2番目に多い宗派である。
創建時の寺は大坂夏の陣で焼失したが、その後再建され、元和9年（1623年）に高木正次が河内に領地を拝領した際、菩提寺とした。

## 歴史

### 中近世
『大阪府全志』によれば、来迎寺はかつては阿弥陀寺と呼ばれ、正中元年（1324年）に現在の寺号を得た。
もともとは現在の枚方市に所在し、現在地で再建される以前にも計26回戦火に焼かれて各地を転々としていた。
元和元年（1615年）の大坂夏の陣で真田幸村勢により丹南一帯が焼け野原となった際、来迎寺も焼失した。その後に再建され、新たに河内に領地を得た高木正次の菩提寺となったが、再建の経緯には諸説ある。一説によれば元和9年（1623年）に河内を拝領した正次が来迎寺の東に陣屋を構えた折に再建したと伝え、また一説では正保4年（1647年）に源通上人が再建したとする。
いずれにせよ、正保年間の源通の努力により中本山の格を整えたといえるだけの旧観を取り戻したとされる。高木氏は明治を迎えるまで当地の藩主であった。

### 近代
1869年（明治2年）6月の版籍奉還後は丹南藩の庁舎として利用され、1871年（明治4年）7月の廃藩置県後は丹南県の県庁舎となった。しかし、同年11月には丹南県は堺県に統合され、高木氏が東京に居を移したことにより陣屋も取り壊しとなった。その陣屋の座敷は、現存する来迎寺の客殿に移築されている。

### 現代
来迎寺の東側にあった陣屋跡地は、工場や民家になっており、遺構を伝える記念碑のみ来迎寺山門前に建立されている。
1873年（明治6年）頃の「丹南陣屋地形古図」や1880年（明治13年）の「丹南村地籍図」によれば、陣屋のすぐ北側に牛頭天王社と称する小社があった。この場所は現在中央環状線沿いのゴルフセンターの場所にあたる。丹南藩の江戸藩邸付近にも牛頭天王社があったことから、藩主・高木氏の産土神であったとみられる。

## 境内
本堂
承応2年（1653年）に上棟後、元文2年（1737年）に再建。奥座敷（書院）と並び建ち、この奥座敷は明治期に丹南陣屋の一部を移築したものであるが、その後新築された。
西福院（茶所）
山門左手にある茶所に廃寺となった西福寺（堺市美原区大保）から本尊「木造阿弥陀如来立像」を移し、西福院と改称した。

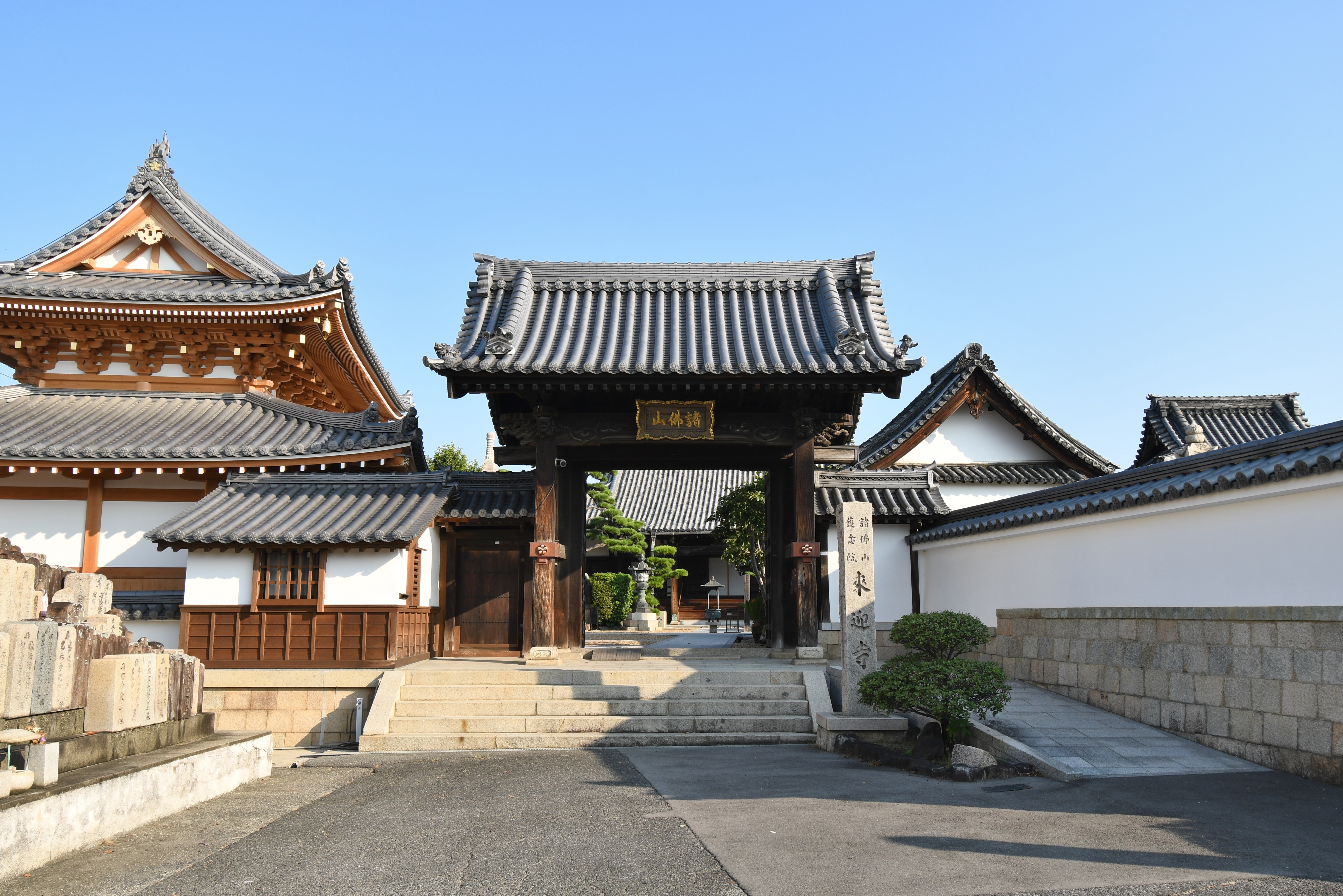
山門
天保14年（1843年）に再建。
高木氏の墓所
初代藩主である高木正次、第11代藩主である高木正明らの墓が境内墓地に現存する。
その他
稲荷社、弁天堂、位牌堂、納骨堂、地蔵堂、鐘楼各1棟が現存する。

## 文化財

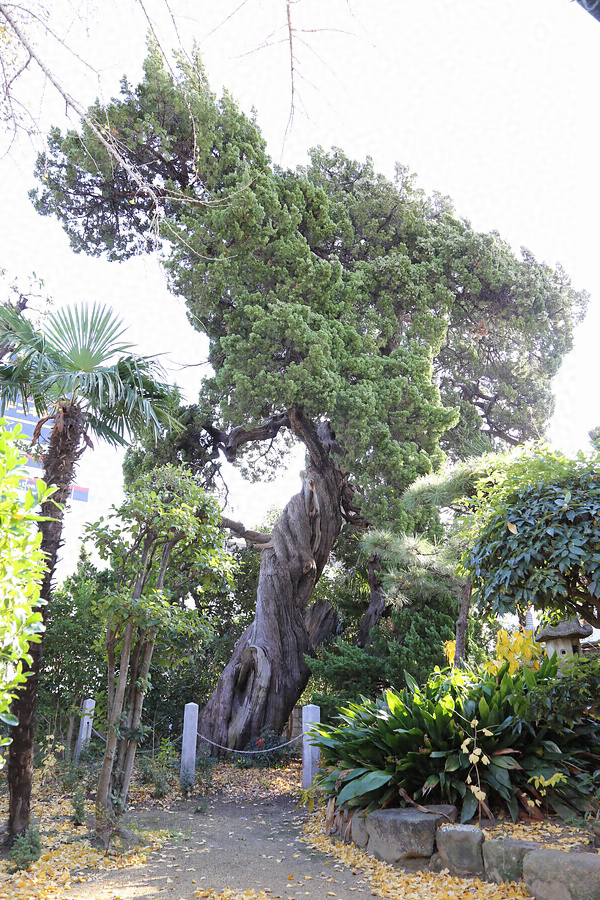
いぶき（府指定天然記念物）

### 府指定天然記念物
来迎寺のいぶき
客殿の庭にある樹齢500年を超えるイブキが、1981年（昭和56年）6月1日に大阪府指定天然記念物に指定された。ヒノキ科ビャクシン属の針葉樹で、樹高約15メートル、直径1.27メートル、幹周り4.1メートル、枝張り12メートルの規模がある。
イブキは三角形の樹形を成す本来は小木の常緑樹で、大木に育つと幹が大きくねじれる。来迎寺のイブキは稀にみる大きさがあり、松原市を代表する名木とされる。

### 松原市指定有形文化財
木造阿弥陀如来立像
西福院に本尊として祀る。平安時代中期に制作された一木造による立像で、頭部の形状やからだつきから当初は薬師如来であったとみられる。2022年（令和4年）6月24日に市指定文化財に指定された。

### 寺宝
- 本尊（紺紙金泥の陀羅尼）
- 弘法大師自作とされる弁天像
- 清和天皇直筆とされる天筆如来
- 法明上人大衣
- 三千院門跡自筆転写仏三福
- 大通上人大衣

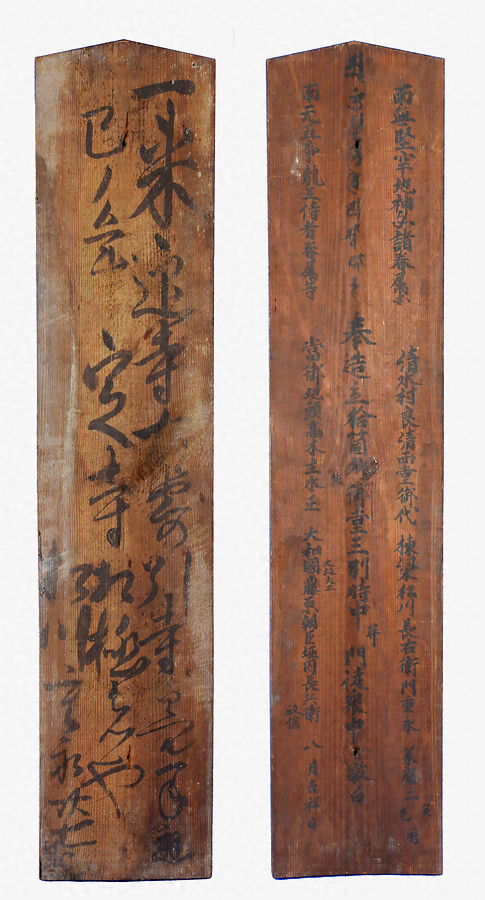
本堂棟札

- 真田幸村の塗樋・馬しゃく、ほか高木氏が真田氏から得た戦利品
- 小松重盛護持の塔
- 大宮大子自作とされる木像
- 加賀前田家罵ほか行列道具一揃え

### 史料
近世の融通念佛宗中本山寺院に関する史料群が良好な状態であり、近世の融通念佛宗の基礎研究資料として注目される。
内容は、約4500点の近世文書を中心に古文書、版木、聖教などを多数所蔵する。最古とみられる史料は慶長17年（1612年）の「御本尊道具渡申分」で、近世教団が確立する以前の史料も現存が確認されている。また、版木は絵像・在家伝法・法会などについての史料59点や、伝巻類・次第類など聖教63点の現存が確認されている。

## 現地情報
所在地
大阪府松原市丹南3丁目
周辺
丹南天満宮 - 丹南の氏神社。

### 交通アクセス
- 近鉄南大阪線河内松原駅から、近鉄バスにて「岡」下車、西南方面へ徒歩約5分[13]
- 駐車場2カ所にあり[8]